# Conseil départemental de l'Indre

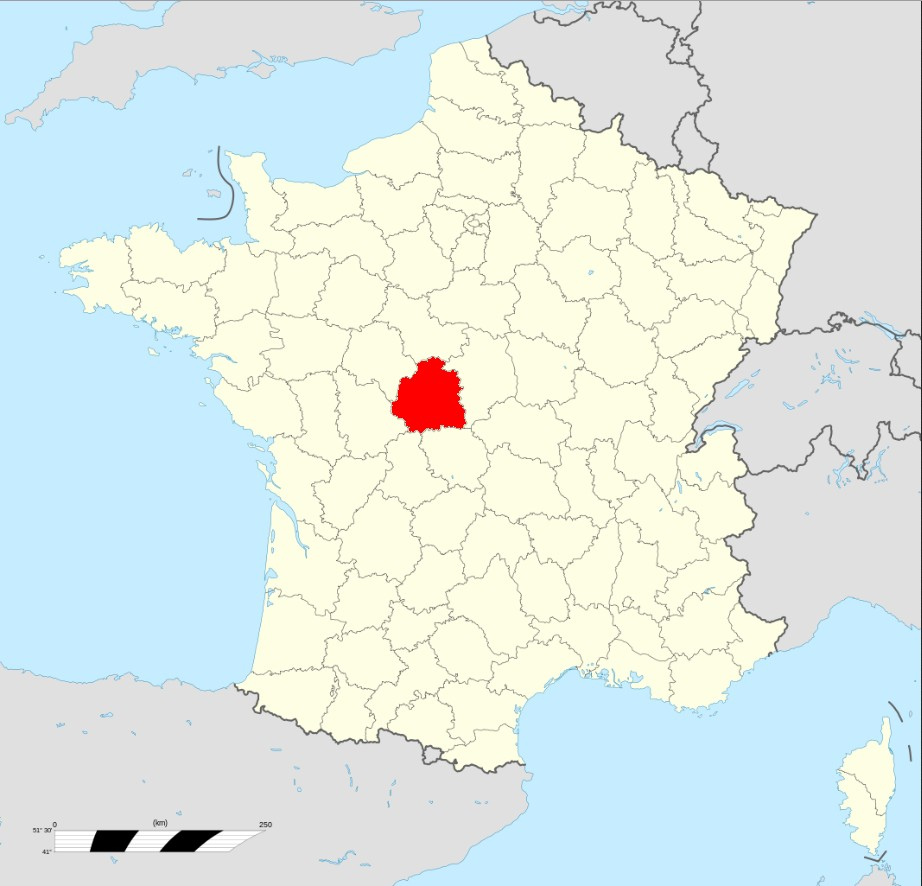
Le département de l'Indre en France.

Le conseil départemental de l'Indre est l'assemblée délibérante du département français de l'Indre, collectivité territoriale décentralisée.

## Historique

### Identité visuelle (logotype)
Le logo du département représente un émouchet, petit rapace typique du département, en plein vol.

Logo de l'Indre (Conseil général) de 2000 à 2015
Logo de l'Indre (Conseil départemental) de 2015 à 2025.
Logo depuis 2025.

## Élus

### Président
Le Président du Conseil départemental de l'Indre est, depuis juillet 2021, Marc Fleuret (UDI-LC) qui a succédé à Serge Descout (LR).
| Période                            | Période                      | Identité                     | Étiquette                    | Étiquette                    |
| Président du Conseil général       | Président du Conseil général | Président du Conseil général | Président du Conseil général | Président du Conseil général |
| ---------------------------------- | ---------------------------- | ---------------------------- | ---------------------------- | ---------------------------- |
| 1848                               | 1870                         | François Charles Delavau     | NC                           | NC                           |
| 1870                               | 1920                         | NC                           | NC                           | NC                           |
| 1920                               | 1932                         | Henri Cosnier                | NC                           | NC                           |
| 1932                               | 1940                         | Paul Bénazet                 | NC                           | NC                           |
| 1940                               | 1945                         | Conseil général suspendu     | Conseil général suspendu     | Conseil général suspendu     |
| 30 septembre 1945                  | 1951                         | Max Hymans                   |                              | SFIO                         |
| 1951                               | 1975                         | Vincent Rotinat              |                              | Radical                      |
| 1975                               | 1979                         | André Gasnier                |                              | MRG                          |
| 1979                               | 1985                         | André Laignel                |                              | PS                           |
| 1985                               | mars 1998                    | Daniel Bernardet             |                              | UDF                          |
| mars 1998                          | 3 avril 1998                 | Albert Fréville (intérim)    |                              | DVD                          |
| 3 avril 1998                       | 2015                         | Louis Pinton                 |                              | UDF-FD puis UMP              |
| Président du Conseil départemental |                              |                              |                              |                              |
| 2015                               | février 2016                 | Louis Pinton                 |                              | UMP puis LR                  |
| février 2016                       | juillet 2021                 | Serge Descout                |                              | LR                           |
| juillet 2021                       | en cours                     | Marc Fleuret                 |                              | UDI-LC                       |

### Vice-présidents en 2015
- 1er vice-président : Gérard Mayaud (Canton de Saint-Gaultier), délégué à l'éducation et aux transports,
- 2e vice-présidente : Florence Petipez (Canton de Châteauroux-1), déléguée à la commande publique et au sport,
- 3e vice-président : Michel Blondeau (Canton de Châteauroux-1), délégué à l'action sociale et aux solidarités humaines,
- 4e vice-présidente : Mireille Duvoux (Canton de Valençay), déléguée aux affaires budgétaires,
- 5e vice-président : Claude Doucet (Canton de Valençay), délégué au tourisme, à la culture et à l'environnement,
- 6e vice-présidente : Nadine Bellurot (Canton de Levroux), déléguée aux routes et aux biens départementaux,
- 7e vice-président : Régis Blanchet (Canton de Buzançais), délégué aux technologies de l'information et de la communication.

### Vice-présidents de la mandature actuelle (depuis le1erjuillet 2021)
- 1er vice-présidente : Frédérique MÉRIAUDEAU (Canton de Buzançais)
- 2e vice-président : Gérard MAYAUD (Canton de Saint-Gaultier)
- 3e vice-présidente : Florence PETIPEZ (Canton de Châteauroux-1)
- 4e vice-président : Claude DOUCET (Canton de Valençay)
- 5e vice-président : Virginie FONTAINE (Canton de Neuvy-Saint-Sépulchre)
- 6e vice-président : Gil Avérous (Canton de Châteauroux-3)
- 7e vice-président : François DAUGERON (Canton de La Châtre)

- Rapporteur général du budget : François DAUGERON (Canton de Buzançais)

### Conseillers départementaux
Le conseil départemental de l'Indre comprend 26 Conseillers départementaux issus des 13 cantons de l'Indre. Ils se répartissent par groupes politiques de la façon suivante :
| Président du Conseil départemental   |       |       |      |                         |
| Marc Fleuret (UDI-LC)                |       |       |      |                         |
| Parti                                | Sigle | Sigle | Élus | Groupes                 |
| Majorité (22 sièges)                 |       |       |      |                         |
| Les Républicains                     |       | LR    | 9    | Majorité départementale |
| Divers droite                        |       | DVD   | 9    | Majorité départementale |
| Union des démocrates et indépendants |       | UDI   | 3    | Majorité départementale |
| Mouvement radical                    |       | MR    | 1    | Majorité départementale |
| Opposition (4 sièges)                |       |       |      |                         |
| Divers gauche                        |       | DVG   | 3    | Ensemble pour l'Indre   |
| Europe Écologie Les Verts            |       | EÉLV  | 1    | Ensemble pour l'Indre   |